# Fontaine de Blienschwiller
La fontaine de Blienschwiller est un monument historique situé à Blienschwiller, dans le département français du Bas-Rhin.

## Localisation
Cette construction est située place de la Metzig à Blienschwiller.

## Historique
La fontaine ou Stockbùrne est datée de la deuxième moitié du xvie siècle. 
Elle est décorée de motifs de style gothique tardif. Au centre, le fût torsadé est surmonté d'une fleur de lys sculptée.
L'édifice fait l'objet d'une inscription au titre des monuments historiques depuis 1931.